# Tinglysningsretten
Tinglysningsretten er en dansk domstol, der har ansvaret for tinglysningen i Danmark samt Centralregistret for Testamenter. Domstolen er beliggende i Hobro. Tinglysningsrettens afgørelser kan kæres til Vestre Landsret.
Domstolen blev oprettet 1. januar 2007 som følge af domstolsreformen. 1. maj 2009 overtog Tinglysningsretten Bil-, Person og Andelsboligbøgerne fra Retten i Aarhus og Centralregistret for Testamenter fra Københavns Byret. I september 2009 overtog Tinglysningsretten tinglysningsopgaverne vedrørende de egentlige tingbøger fra byretterne, der ved samme lejlighed overgik til fuld digital sagsbehandlingen.
Den 2. november 2010 blev overgik bilbogen til digital registrering  Og den 21. marts 2011 overgik Andelsboligbogen og Personbogen til digital form.